# Jamnica (Nowy Sącz)
Jamnica – część miasta Nowy Sącz, położona na południowym wschodzie miasta, przy samej granicy miasta.
Do 1977 roku była to północna część wsi Jamnica w gminie Nowy Sącz, włączona 2 lutego 1977 do Nowego Sącza (80 ha). Pozostałą część Jamnicy włączono tego samego dnia do  gminy Chełmiec, a 1 kwietnia 1983 (bez przysiółka Kunów, który pozostał w gminie Chełmiec) włączono do gminy Kamionka Wielka. 